# Vij
Pour les articles homonymes, voir Vij (homonymie).
Vij (ou Vii, Viï, Viy, Vyi selon les translittérations ; en russe : Вий) est un conte fantastique de Nicolas Gogol, parue en 1835. Le titre du conte reprend le nom de l'entité démoniaque qui est au cœur du récit.

## Historique
Vij, paru pour la première fois en mars 1835 dans le deuxième volume de Mirgorod, fait partie des premières œuvres de Gogol. C'est à Saint-Pétersbourg, où l'auteur espérait faire une brillante carrière dans l'administration, que ce conte, très fortement marqué par le folklore ukrainien, a été écrit.
Vij a été traduit en français pour la première fois par Louis Viardot sous le titre Le Roi des gnomes et publié dans le recueil Nouvelles russes par Nicolas Gogol (1845). En 1980, l'édition de la Bibliothèque de la Pléiade en donne, sous son titre actuel. une nouvelle traduction supervisée par Gustave Aucouturier.
Selon Francis Conte, qui se réfère à Valentin Sedov (1924-2004), historiquement « le mauvais génie Vij (...) est issu du dieu iranien du vent, de la guerre, de la vengeance et de la mort (du scythe Vayukasura, dont nous parle Hérodote). »

## Résumé

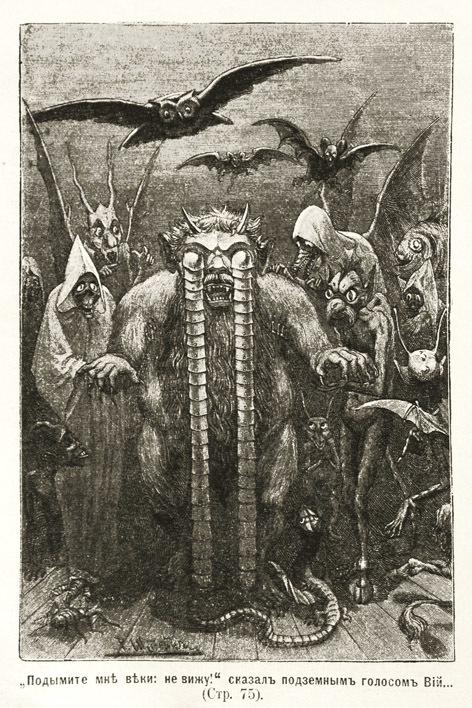
Dessin de R. Shtein pour le livre de N. Gogol (copie électronique de la publication, Saint-Pétersbourg, 1901).

Trois gaillards, respectivement étudiants en théologie, philosophie et rhétorique, quittent le séminaire de Kiev, à la fin de l'année scolaire. Perdus dans la plaine ukrainienne, ils trouvent refuge dans la maison d'une vieille femme. Celle-ci se révèle être une sorcière et s'attaque à l'un d'entre eux, Thomas, le philosophe. Mais le jeune homme parvient à la tromper et, s'envolant sur son dos, lui donne une raclée. Au petit matin, le vol prend fin et Thomas se rend compte que la vieille femme s'est transformée en une adorable jeune fille. 
Rentré au séminaire, le héros est convoqué par le directeur. Celui-ci a reçu la visite d'un homme, dont la fille a prononcé, sur son lit de mort, le nom de Thomas. Tentant en vain de s'échapper, Thomas est conduit auprès de la moribonde. Le jeune homme se rend alors compte, avec horreur, que la jeune fille, qui est morte entre-temps, n'est autre que sa sorcière. Le père de la jeune fille demande à Thomas de veiller la morte pendant trois nuits, seul, dans la petite église du hameau. Tentant une dernière fois de fuguer, le héros est rattrapé. La première nuit, la morte sort de son cercueil, mais Thomas repousse son attaque grâce à ses prières d'exorcisme. Il y parvient encore la seconde nuit, bien que l'église soit maintenant envahie par les forces du mal. Mais la troisième nuit arrive Vij, le chef des gnomes, dont les paupières pendent jusqu'au sol et Thomas perd la vie.

## Analogies dans la tradition populaire
Vij représente une version littéraire du conte-type traditionnel ATU 307, La Princesse dans le cercueil. Ivan Khoudiakov rapporte, dans son Recueil de contes grands-russes (1860) deux récits (n°s 11 et 12) intitulés « La magicienne » (Volchebnitsa) et « Encore la magicienne » (Opiat' volchebnitsa), et qui comportent le thème des trois nuits de veille auprès du cercueil de la magicienne, sur l'ordre du tsar dont elle était la fille. Celle-ci, au cours de chacune des trois nuits, sort de son cercueil et se jette sur le héros en lui annonçant « Je vais te dévorer ! », mais il la retient en lui jetant, sur le conseil d'un vieillard, de l’izgor'ia, de la sciure, et du charbon, jusqu'à ce que les coqs aient chanté trois fois et qu'elle réintègre son cercueil. Chaque matin, le tsar, qui s'apprête à évacuer le cadavre du héros, le retrouve vivant et priant Dieu. Mais la troisième nuit, le héros a en outre battu la magicienne, expulsant de son corps « des rats, des souris et autres vermines », ce qui a rompu le maléfice. Le tsar ordonne le mariage du héros avec l'ex-morte, mais le vieillard commence par la couper en morceaux et la laver. Lorsqu'il souffle sur les morceaux, l'ex-morte ressuscite sous la forme d'une belle jeune fille, plus belle que de son vivant. Par plaisanterie, le vieux fait mine de vouloir la partager encore en deux avec le héros, avant de la lui abandonner avec sa bénédiction.
Dans la seconde version, le héros se protège des forces du mal en traçant chaque nuit un, deux, puis trois cercles autour de lui. Une fois le mariage célébré, et alors que le héros vogue en pleine mer avec sa femme et le vieillard sur un navire chargé de richesses offertes par le tsar, le vieillard coupe la tête et les mains de la jeune femme, les lave, et c'est alors que s'échappent de son corps des animaux repoussants. La jeune femme ressuscite, définitivement délivrée du maléfice.

## Édition française
- Viï suivi de La Brouille des deux Ivan  (trad. Henri Mongault), Paris, Ginkgo éditeur, coll. « Petite Bibliothèque slave », 2024, 176 p. (ISBN 978-2-84679-574-6)

## Adaptations

### Cinéma
Vij a été adapté à plusieurs reprises  :
- 1909 : Vij (Вий), film russe réalisé par Vassili Gontcharov ;
- 1916 : Vij (Вий) de Ladislas Starewitch
- 1960 : Le Masque du démon (La maschera del demonio), film italien réalisé par Mario Bava
- 1967 : Vij ou le Diable (Вий), film soviétique réalisé par Constantin Erchov et Gueorgui Kropatchev
- 1989 : Le Masque de Satan (La maschera del demonio), film italien réalisé par Lamberto Bava
- 1990 : Sveto mesto (Свето место), film yougoslave réalisé par Đorđe Kadijević
- 2014 : La Légende de Viy (Вий), film russe réalisé par Oleg Stepchenko
- 2017 : Les Chroniques de Viy : Les Origines du mal (Гоголь. Начало), film russe réalisé par Egor Baranov
- 2018 : La Légende du dragon (Тайна Печати Дракона), film russe réalisé par Oleg Stepchenko
- 2018 : Les Chroniques de Viy : Les Chasseurs de démons (Гоголь. Вий), film russe réalisé par Egor Baranov
- 2018 : Les Chroniques de Viy : Le Cavalier noir (Гоголь. Страшная месть), film russe réalisé par Egor Baranov.